# Niklas Sjökvist
Niklas Sjökvist, född 20 juli 1970 i Karlskoga, är en före detta svensk ishockeyspelare. 
Niklas Sjökvist spelade som forward och debuterade i Elitserien säsongen 1996/1997 för Färjestads BK. Debutsäsongen var mycket lyckosam för Sjökvist då han blev utsedd till årets nykomling i Elitserien och blev svensk mästare med klubblaget. Säsongen 1997/1998 fick han åter vara med och vinna SM-guld med Färjestads BK. Han tvingades avsluta sin karriär efter säsongen 1999/2000 p.g.a skador.

## Meriter
- Svensk mästare (1997 och 1998)
- Årets nykomling (1997)

## Klubbar
- Färjestads BK 1996-2000
- IF Troja-Ljungby 1995-1996
- Örebro IK 1992-1995
- Bofors IK 1986-1992